# Moto Guzzi Corse
Der italienische Motorradhersteller Moto Guzzi konzentrierte sich bereits kurz nach der Unternehmensgründung im Jahr 1921 auf den Rennsport, um durch Erfolge den Namen und die Qualität der Maschinen in der Öffentlichkeit bekannt zu machen. Dazu wurde eine Abteilung gebildet, die im allgemeinen Sprachgebrauch meist einfach nur Moto Guzzi Corse genannt wurde, und als offizielles Werksteam galt.

## Geschichtlicher Hintergrund
Ein erstes Zeichen setzte die noch junge „Firma“ mit dem ersten Titel bei der erstmals im Jahr 1924 ausgetragenen 500-cm³-Europameisterschaft durch Guido Mentasti. Beim in Monza ausgetragenen EM-Rennen belegte man mit der C4V (Corsa Quattro Valvole, auf Deutsch etwa „Renn-Vierventiler“), Moto Guzzis erster reiner Straßenrennmaschine, neben Rang eins auch die Plätze zwei und fünf.
Bis zum aufsehenerregenden Rückzug aus dem internationalen Motorsport im Jahr 1957 konnte das Unternehmen mit Moto Guzzi Corse eine Vielzahl von Erfolgen in nationalen Wettbewerben, sowie bei der Europa- und Weltmeisterschaft erzielen: Insgesamt waren das 3329 bestätigte Rennsiege, 28 italienische und 8 Europameisterschaften, sowie 15 Weltmeistertitel (8 × Fahrer / 7 × Konstrukteur), und 11 Siege bei der Isle of Man Tourist Trophy.
Moto Guzzi Corse startete lange Jahre in der Farbe Rot, die traditionell Italiens Rennfarbe ist, erst in den letzten Jahre waren die Maschinen Grün lackiert, der eigentlichen „Hausfarbe“ des Unternehmens.
Nachdem sich Moto Guzzi Corse am Ende der Rennsaison 1957 aus dem Straßenrennsport zurückgezogen hatte, wurden zur Teilnahme an Enduro-Wettbewerben (in Italien bis ca. Ende der 1960er Jahre Regolarità genannt) Werksmaschinen auf Basis der Moto Guzzi Lodola Sport gebaut. Die straßenzugelassene Version wurde ab 1958 unter der Bezeichnung Lodola Regolarità angeboten. 1959 stattete Moto Guzzi das italienische Team mit Regolarità-Werksmaschinen für die Internationale Sechstagefahrt (ISDT) in Gottwaldov (Tschechoslowakei) aus. Das italienische Team gewann damit die „Silbervase“ in der Gesamtwertung, vier Fahrer holten Goldmedaillen. Im selben Jahr kam die Lodola Gran Turismo auf den Markt, ihr Motor hatte mehr Hubraum. Bei der ISDT 1960 in Bad Aussee (Österreich) gewannen Fahrer mit 235er Regolarità-Werksmaschinen sechs Goldmedaillen.

## Technische Innovationen

### Der Windkanal
Ab 1950 baute Moto Guzzi als weltweit erster Motorradhersteller einen eigenen Windkanal (Italienisch: „galleria del vento“) für Motorräder, in dem Prototypen im Maßstab 1:1 auf dem Werksgelände in Mandello del Lario getestet werden konnten. Der Windkanal wurde am 12. April 1954 eingeweiht und ermöglichte es den Rennfahrern, reale Fahrbedingungen nachzuahmen und ihre Sitz- und Körperhaltung bei unterschiedlichen Renngeschwindigkeiten zu optimieren – ein beispielloser Vorteil für Renn- und Serienmotorräder. Beim Prototypenbau von Motorrädern konnte Moto Guzzi den Luftstrom um das Motorrad selbst verfeinern, eine Hülle aus ruhiger (verwirbelungsarmer) Luft um den Fahrer herum entwickeln, die Frontfläche verringern, und so den Luftwiderstand und den Kraftstoffverbrauch optimieren. Dadurch konnte das Unternehmen auch eine integrierte Verkleidung bei den kommerziellen Straßenmodellen vermarkten.

### Der erste DOHC-V8-Motorradmotor

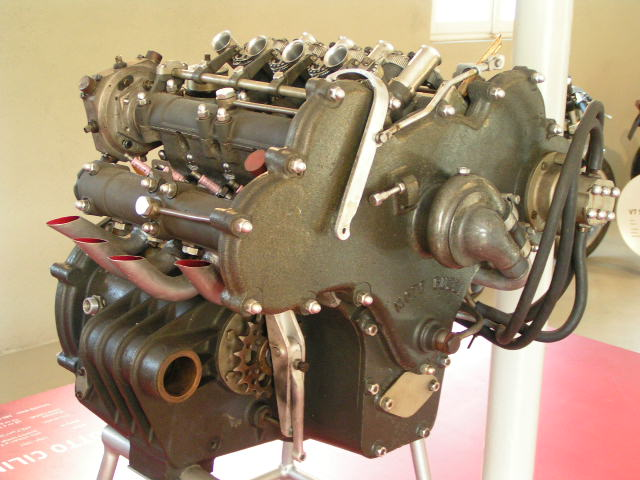
Der 500-cm³-V8-Rennmotor von Moto Guzzi

Die 1955 eingeführte Grand-Prix-V8 war ein 500-cm³-Rennmotorrad, bei dem weltweit erstmals ein V8-Motor in einem Motorrad, noch dazu mit vier obenliegenden Nockenwellen (zwei je Zylinderbank = DOHC), eingesetzt wurde. Der Motor wurde kurz nach dem Monza-Grand-Prix 1954 entwickelt und von Chefingenieur Giulio Carcano entworfen. Bohrung und Hub des Motors betrugen 44,0 mm × 40,5 mm (1,73 Zoll × 1,59 Zoll): Es gab zwei Ventile pro Zylinder. Die Leistung lag bei etwa 80 PS (60 kW) bei 12.000/min, also etwa 10 bis 15 PS (7,5–11,2 kW) mehr als bei den konkurrierenden 4-Zylinder-Motorrädern von MV Agusta und Gilera.
Der Motor und das Motorrad waren beispiellos. Das Motorrad erreichte 280 km/h – dreißig Jahre, bevor diese Geschwindigkeit im Motorrad-Grand-Prix-Rennen wieder erreicht wurde. Allerdings war die „Otto Cilindri“ schwierig zu fahren und zudem komplex und teuer in der Herstellung und Wartung – die Motorräder litten unter gebrochenen Kurbelwellen, Überhitzung und Blockieren – und das alles zusätzlich zu den Gefahren, die der Motorradsport ohnehin schon für die Rennfahrer jener Zeit mit sich brachte. 1957 waren zwar zwei Motorräder verfügbar, aber niemand war bereit, damit ohne weitere Tests Rennen zu fahren.

## Menschen und Maschinen
Einige bedeutende Persönlichkeiten und Motorräder in der Rennsport-Historie von Moto Guzzi:

### Rennfahrer
- Giuseppe Guzzi (14. August 1882 – 6. Juni 1962): Der Bruder des Unternehmensgründers Carlo Guzzi fuhr die GT Norge bei der vielbeachteten „Polarkreis-Tour“ 1928, um die erste Ausleger-Dreiecksschwinge (Cantileverschwinge) für Motorräder zu testen.
- Stanley Woods: bekannter irischer Motorradrennfahrer, der als „Mannschaftskapitän“ Moto Guzzi zu den Siegen bei der Isle of Man TT führte.
- Omobono Tenni: feierte zwischen 1933 und 1948 47 Siege auf Moto Guzzi.
- Bill Lomas: gewann 1955 und 1956 die 350-ccm-Weltmeisterschaft für Moto Guzzi, indem er mit seinem aerodynamisch günstigen (siehe Windkanal) Einzylinder-Motorrad die gegnerischen Mehrzylindermaschinen besiegte. Das Guzzi Museum hat eine Abteilung, die Lomas‘ beiden Weltmeistertiteln und auch seinen Einsätzen mit der legendären Moto Guzzi Grand Prix 500 cc V8 gewidmet ist.
- Remo Venturi: bildete 1969 zusammen mit den Fahrern Silvano Bertarelli, Vittorio Brambilla, Guido Mandracci, Alberto Pagani, Roberto Patrignani, Angelo Tenconi und Franco Trabalzini das Team, das mit einem, von Lino Tonti entwickelten, experimentellen Prototypen auf Basis der Moto Guzzi V7 insgesamt 19 Weltrekorde aufstellte.[12] Unter anderem wurden neue Weltrekorde für die 750- und 1000-cm³-Klasse über die Distanz von 100- und 1000 km aufgestellt, mit Durchschnittsgeschwindigkeiten von 218,426 bzw. 205,932 km/h.[13]
- John Wittner: Amerikanischer Zahnarzt, hochqualifizierter Amateur-Rennfahrer und Mechaniker, der maßgeblich an der Entwicklung der Moto Guzzi Daytona beteiligt war.[14][15]

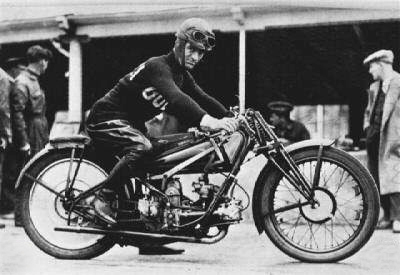
Bild 1
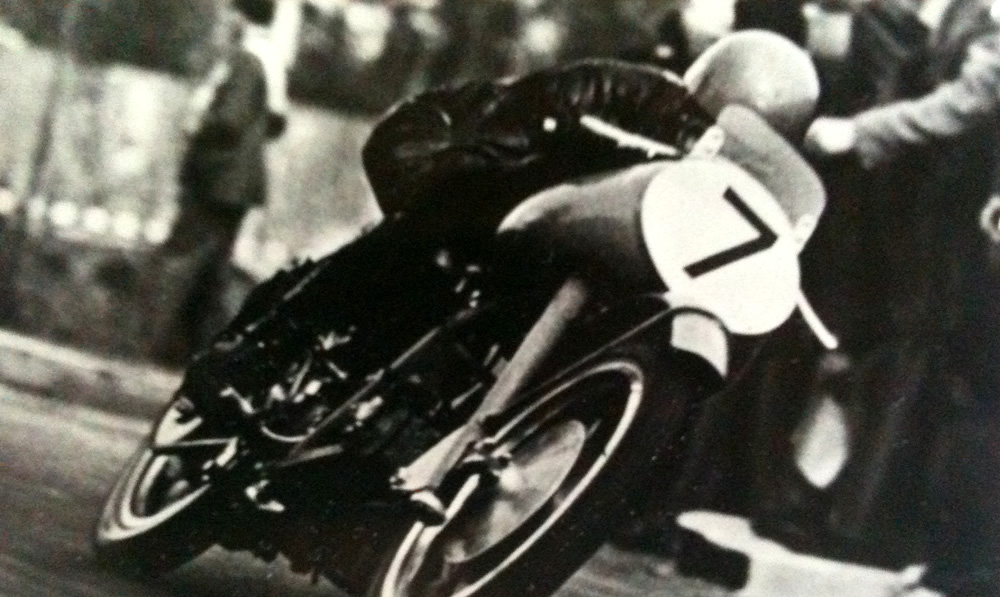
Bild 2
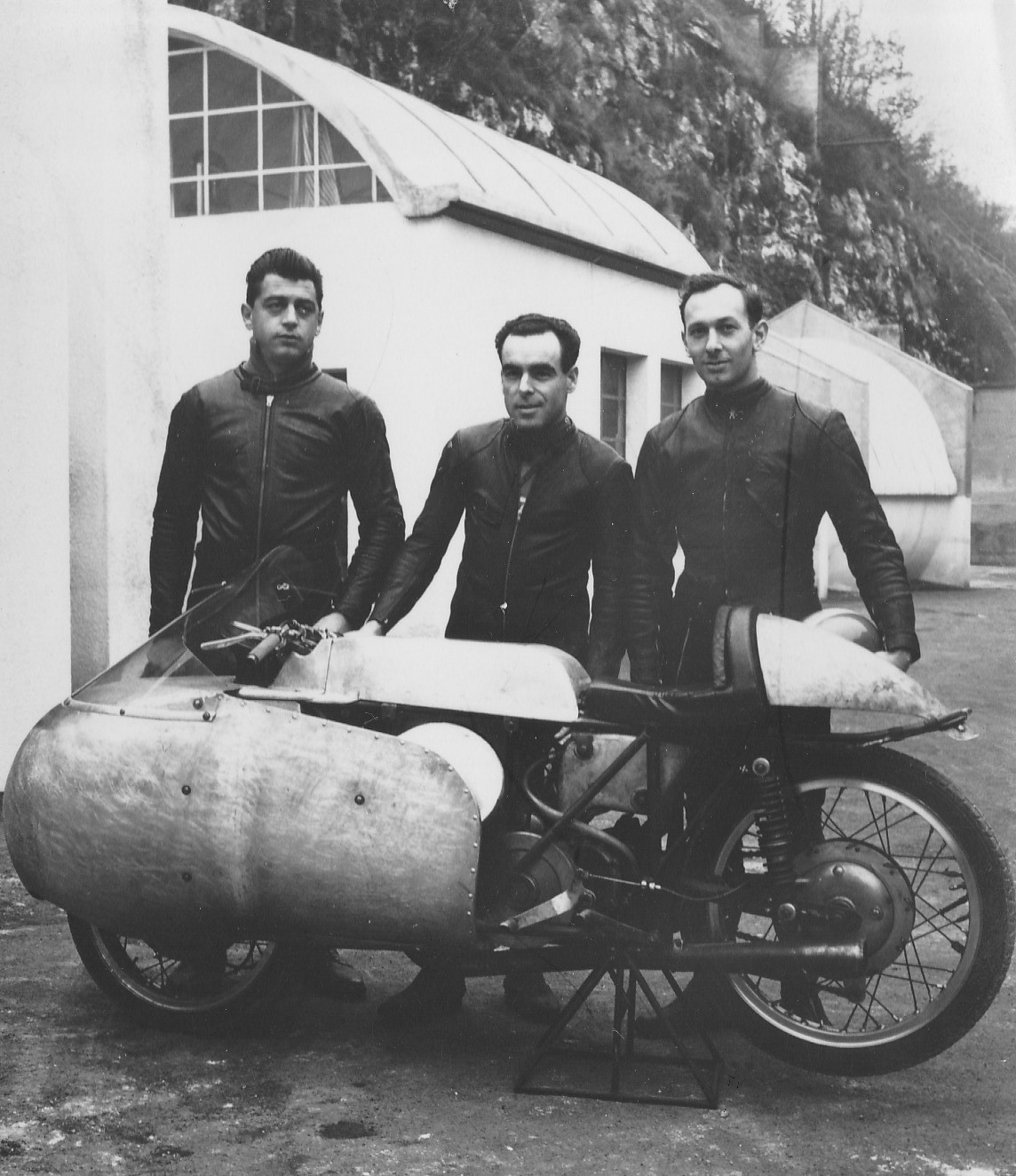
Bild 3
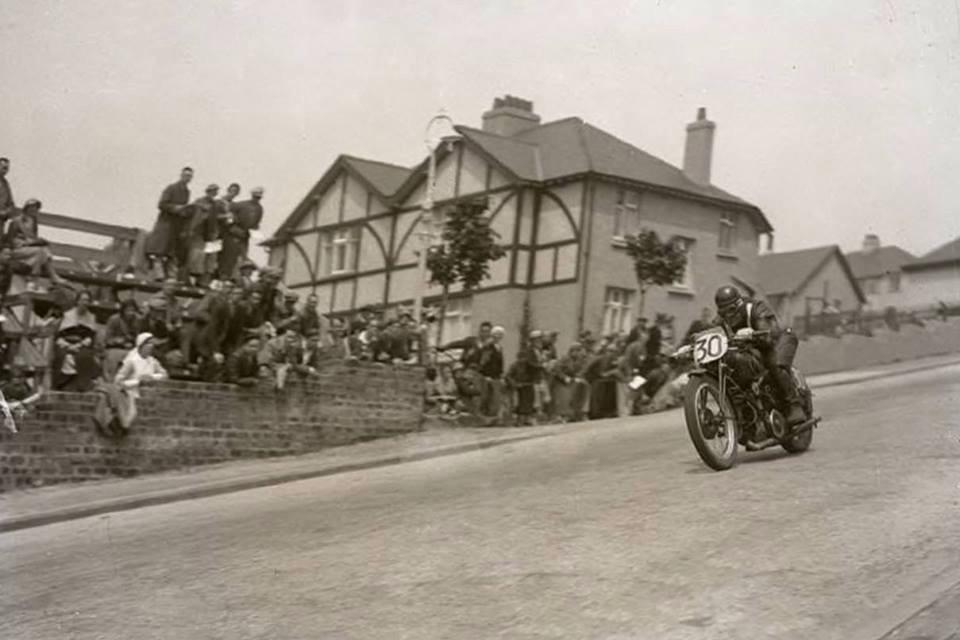
Bild 4
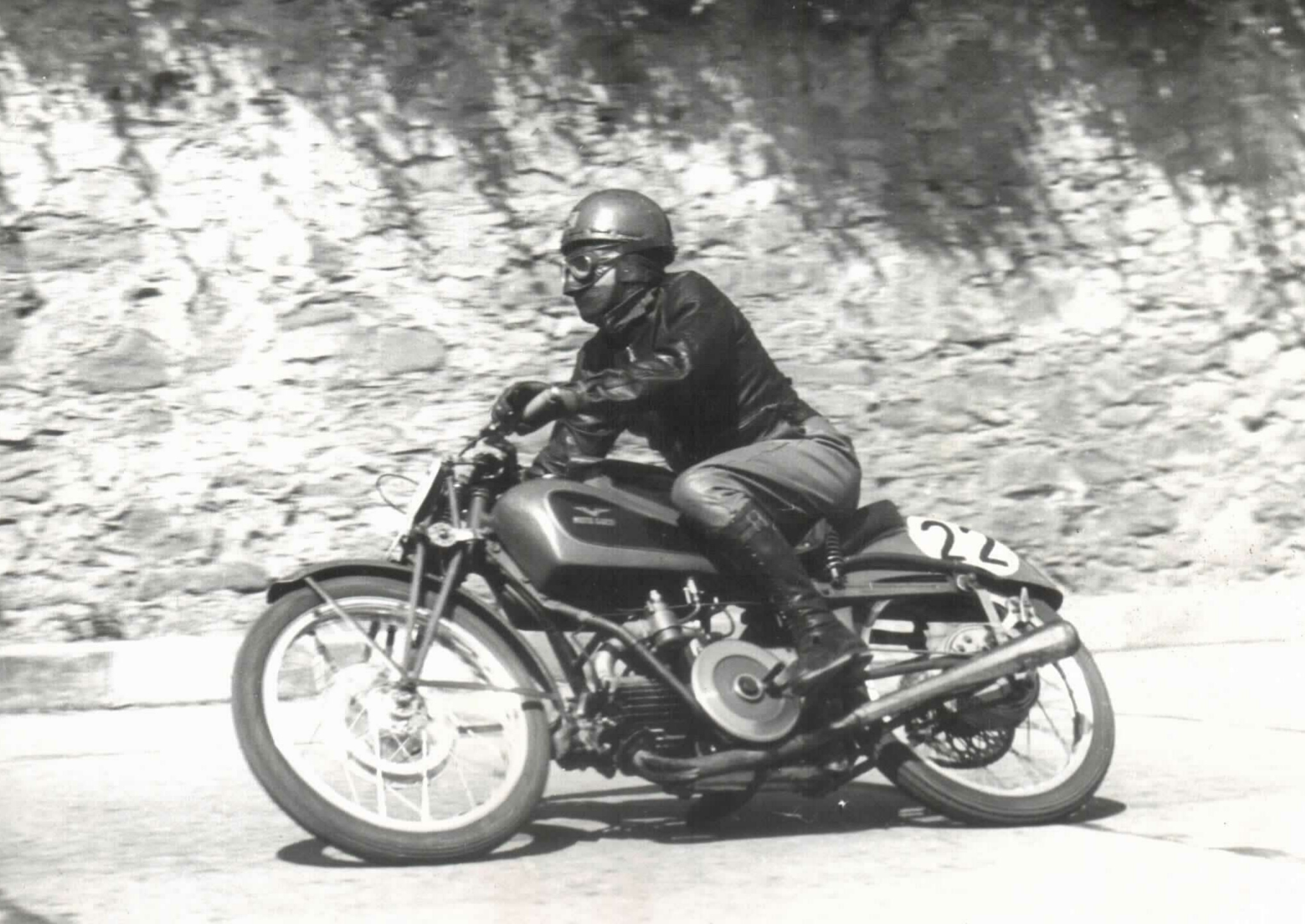
Bild 5
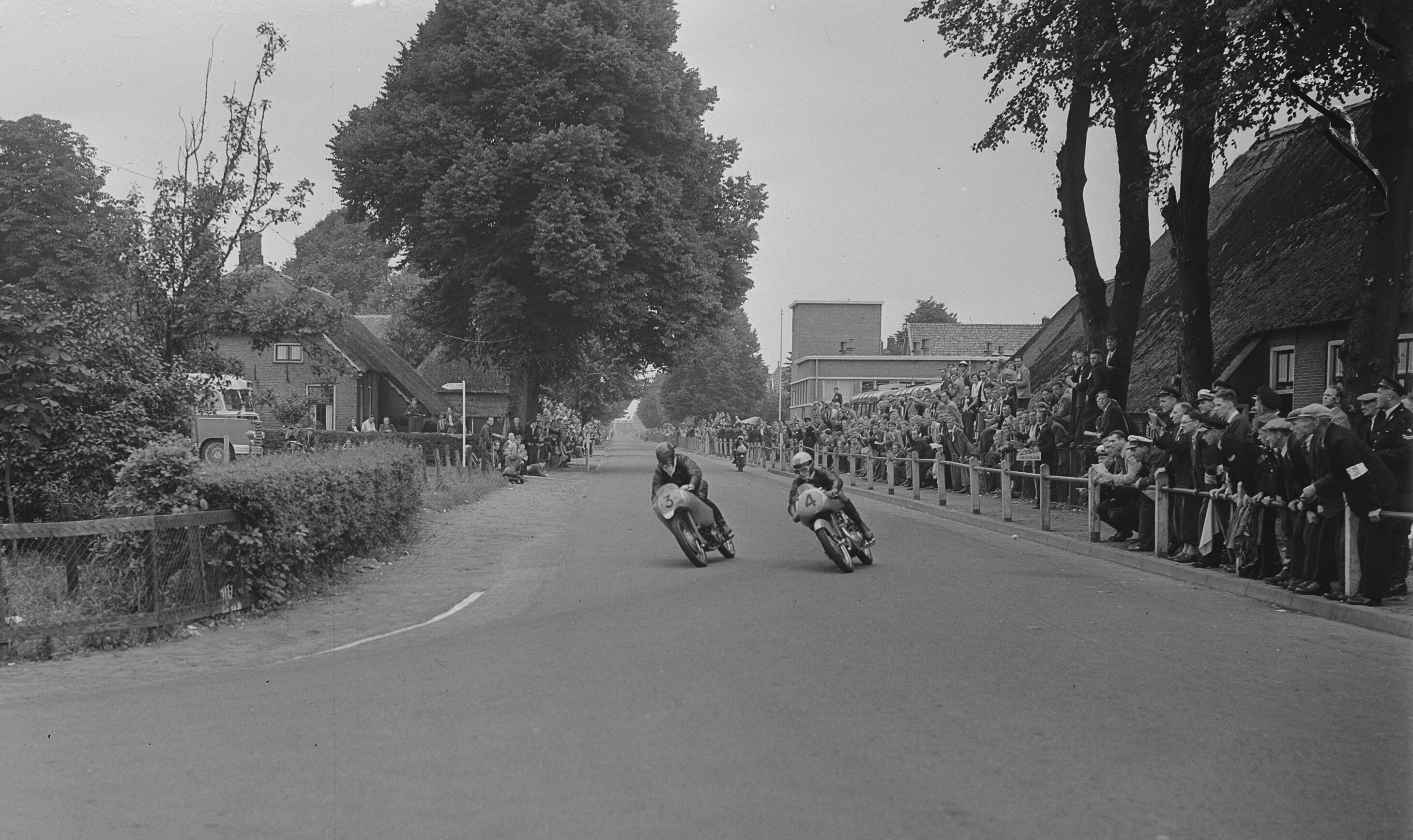
Bild 6
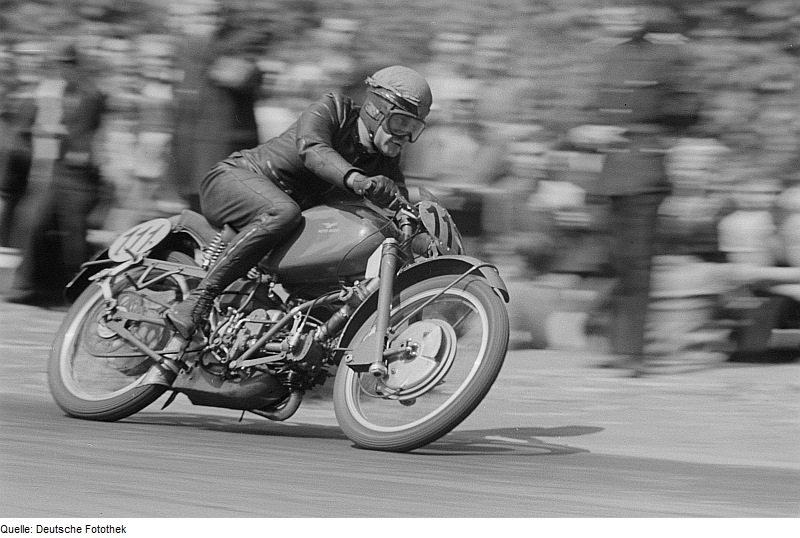
Bild 7

- Bild 1: Terzo Bandini im Jahr 1925 mit einer Moto Guzzi C4V.
- Bild 2: Enrico Lorenzetti auf der 1952er Version der Moto Guzzi Gambalunghino, die er größtenteils selbst entwickelt hatte
- Bild 3: Von links Duilio Agostini, Ken Kavanagh, Bill Lomas als Werksfahrer bei Moto Guzzi Corse (vor dem Windkanal), ca. 1954
- Bild 4: Stanley Woods fährt während der TT-Rennen 1935 den Bray Hill hinunter.
- Bild 5: Eine Moto Guzzi 250 cm³ „Albatros“, hier gefahren von dem Privatier Raccagni beim Rennen Sanremo-Ospedaletti (1949)
- Bild 6: TT Assen 1953 / 250 cm³ / Letzte Runde: links Fergus Anderson (Guzzi Nr. 3) und rechts Werner Haas,
- Bild 7: Hein Thorn Prikker auf einer Guzzi Gambalunghino 250 cm³ beim Leipziger Stadtparkrennen (1953)

### Motorräder

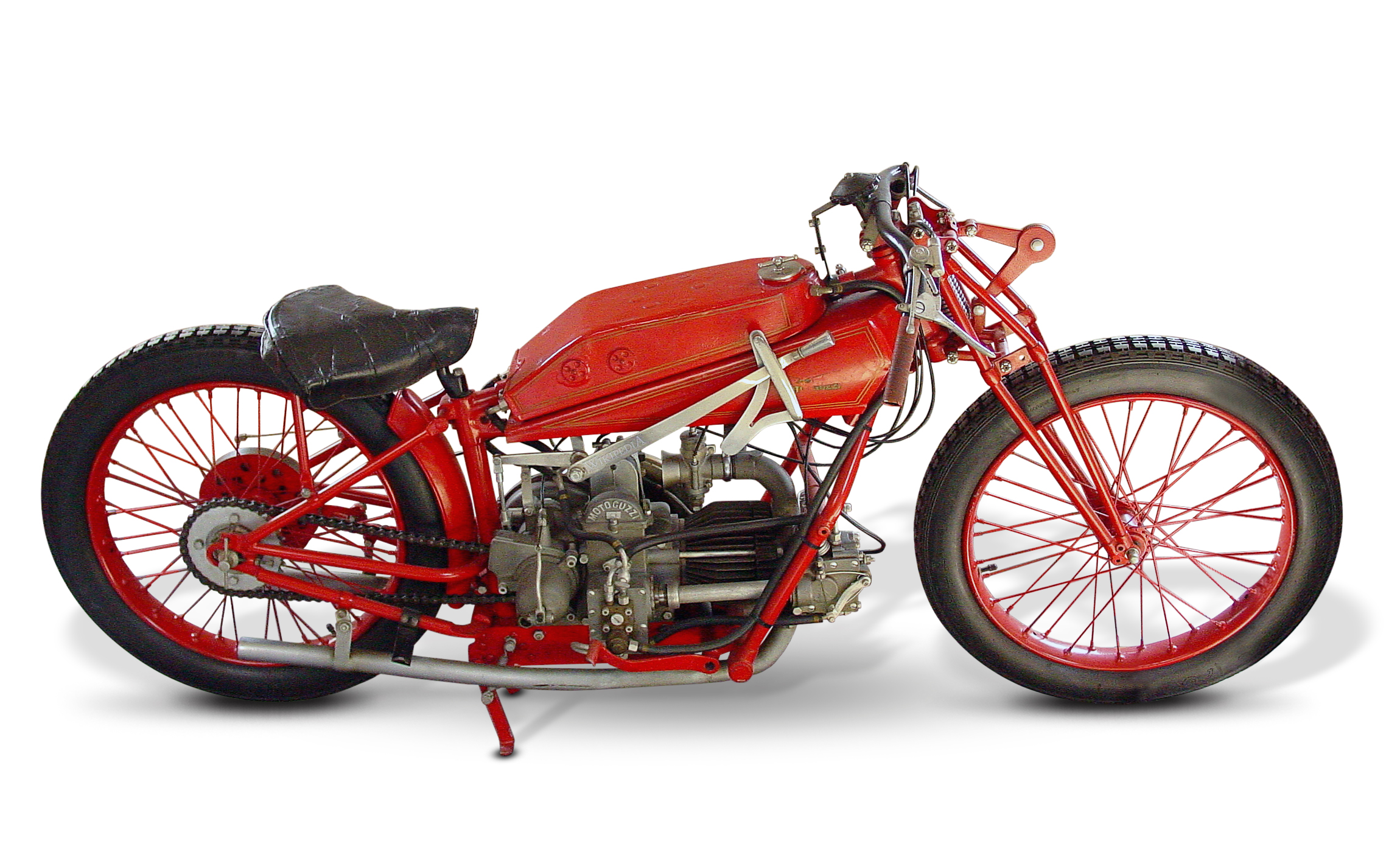
Bild 8
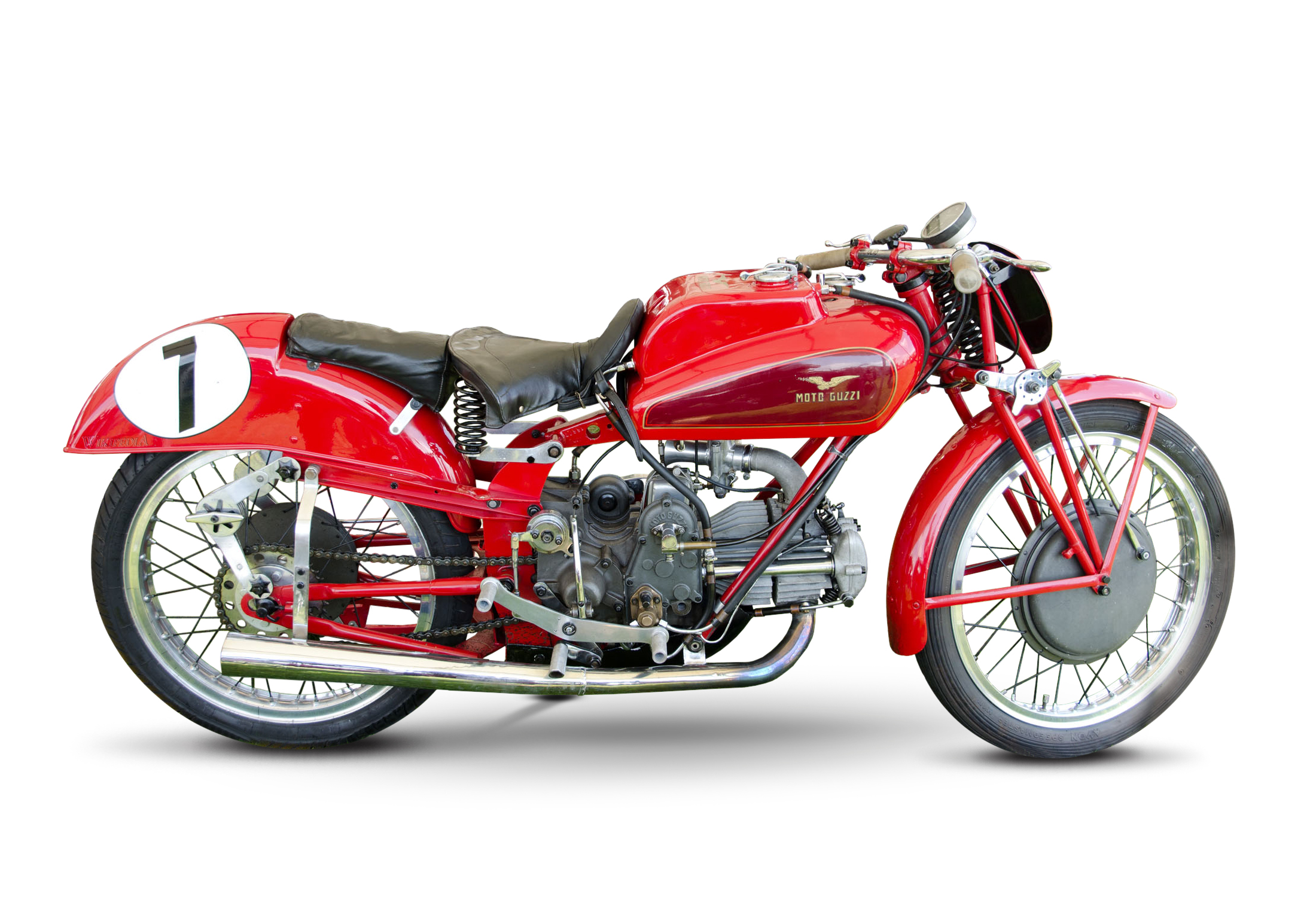
Bild 9
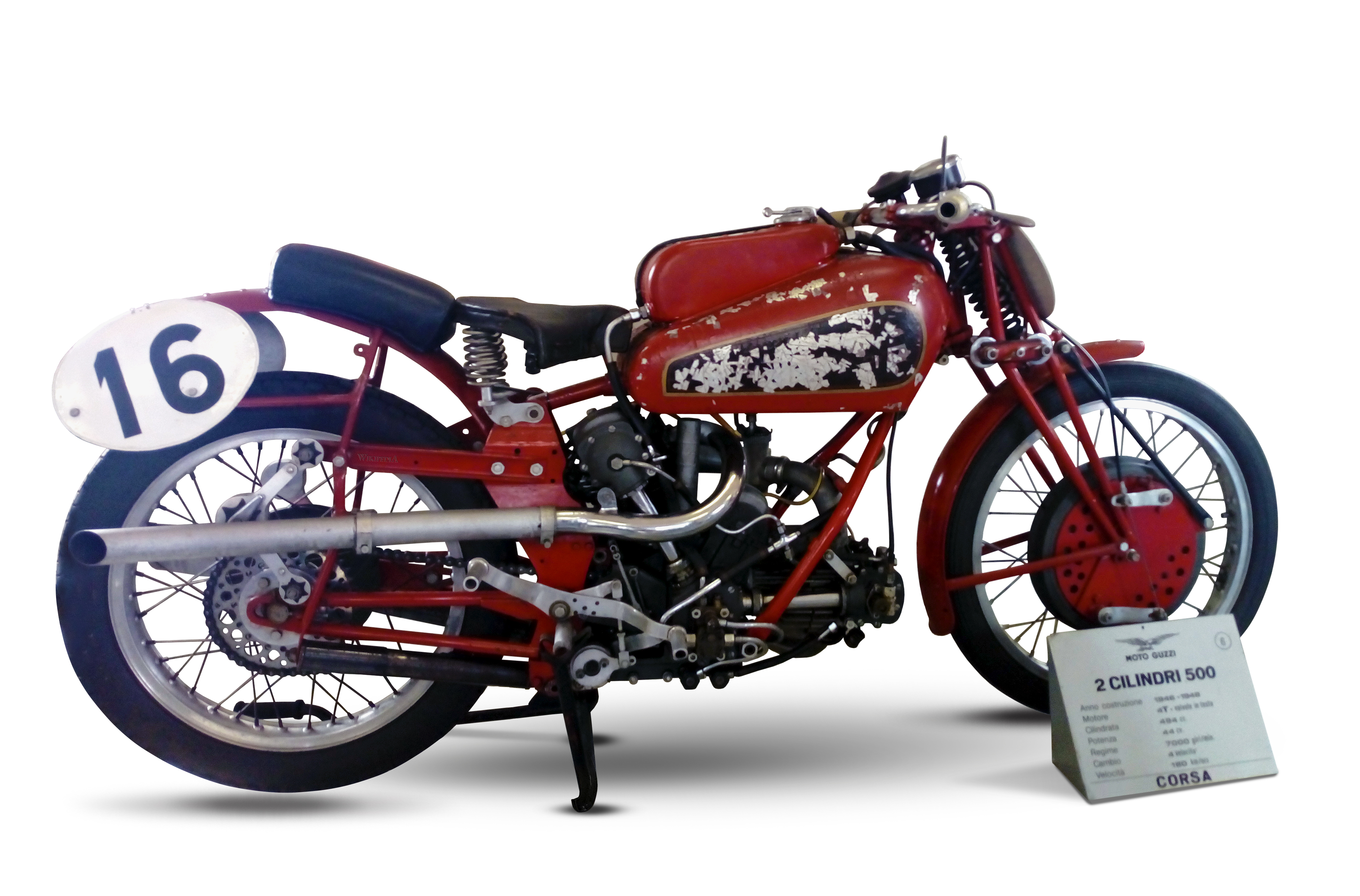
Bild 10
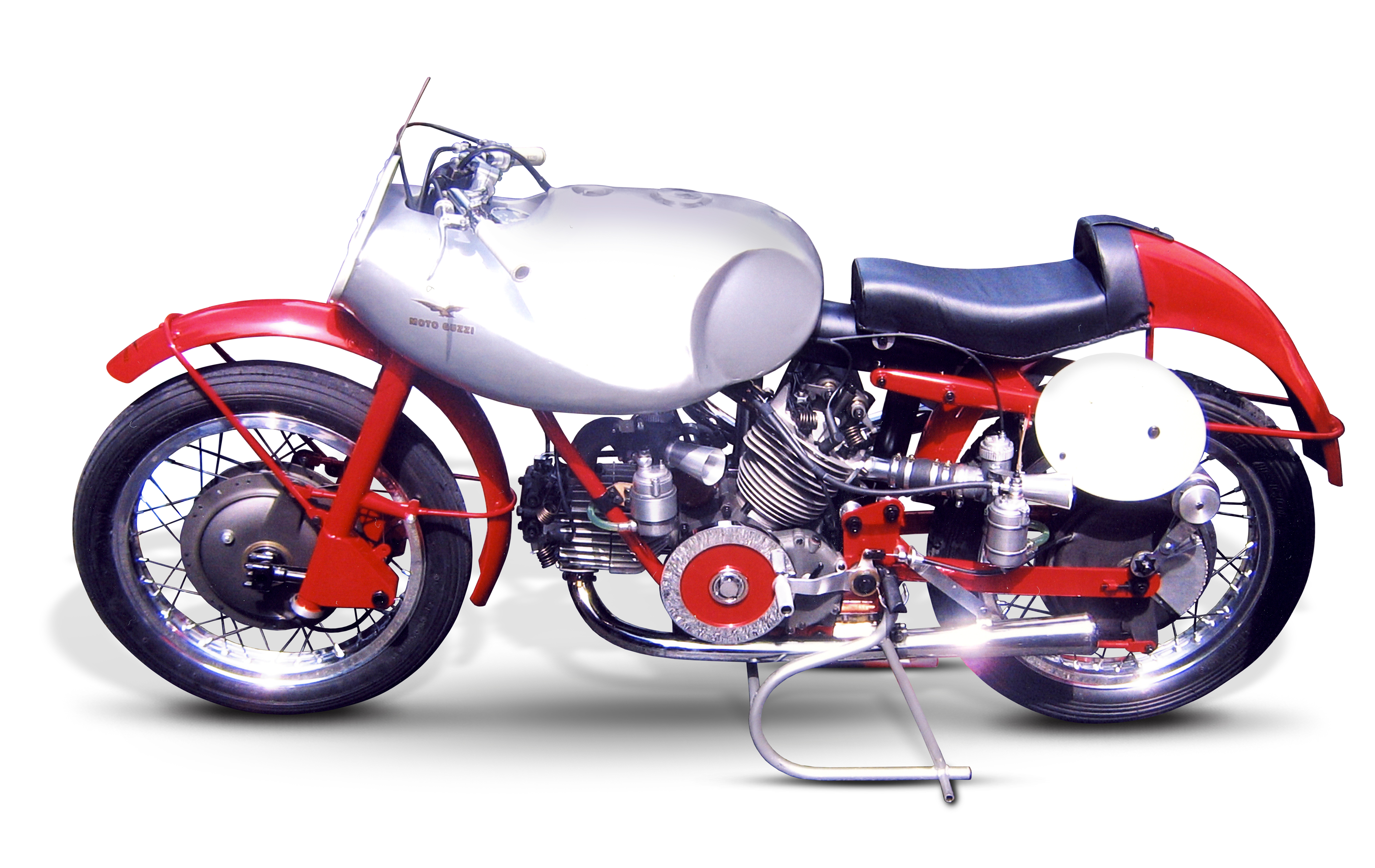
Bild 11
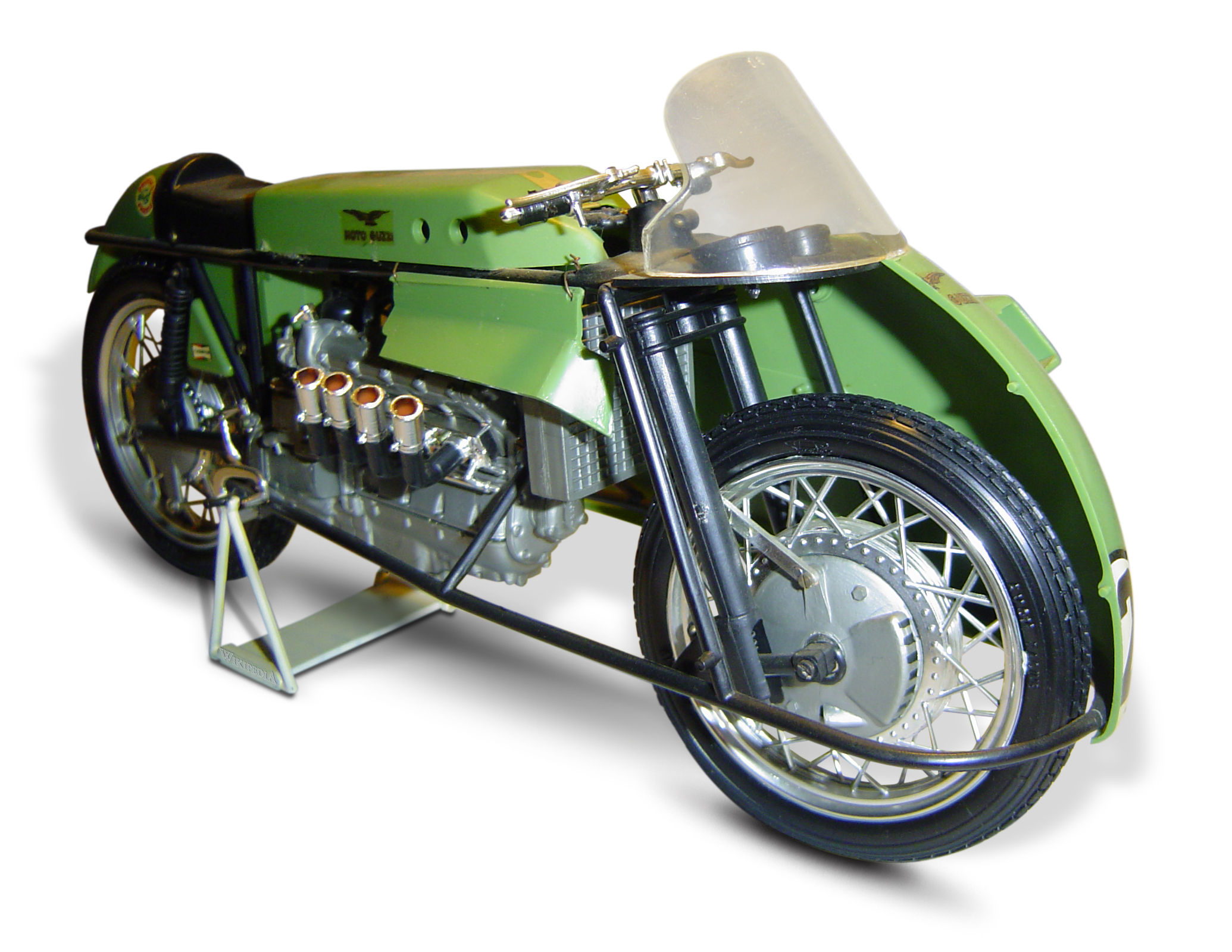
Bild 12
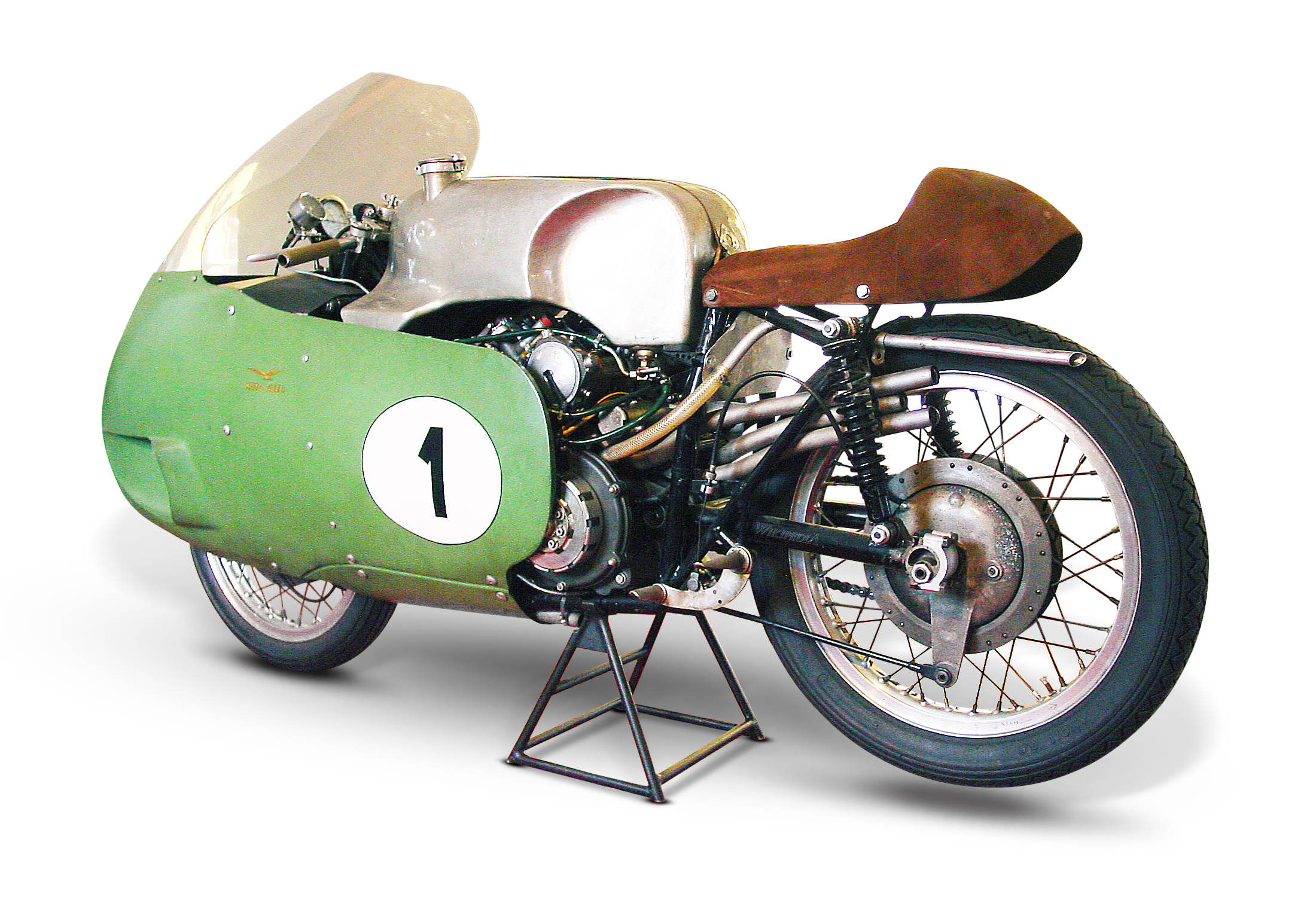
Bild 13
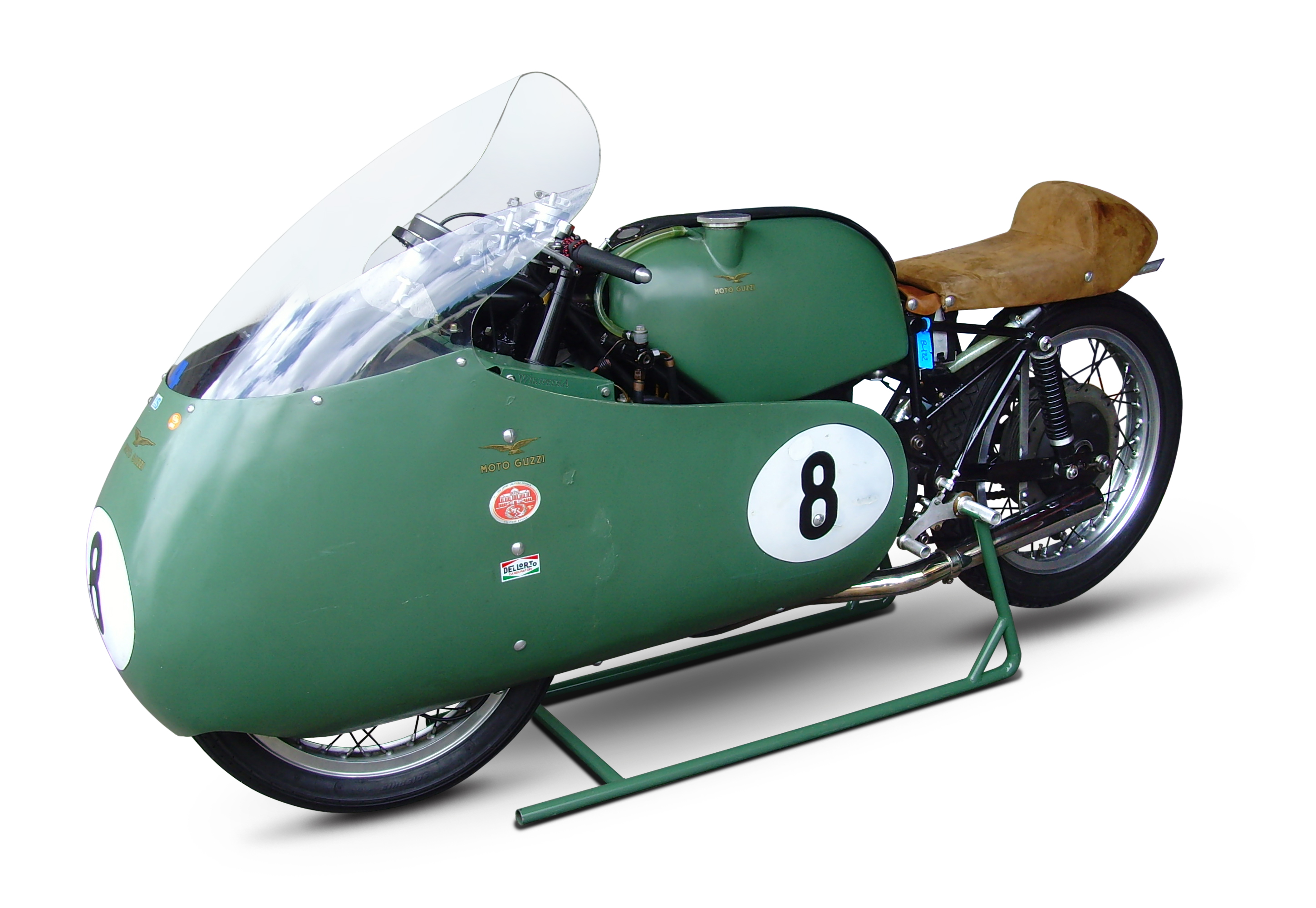
Bild 14
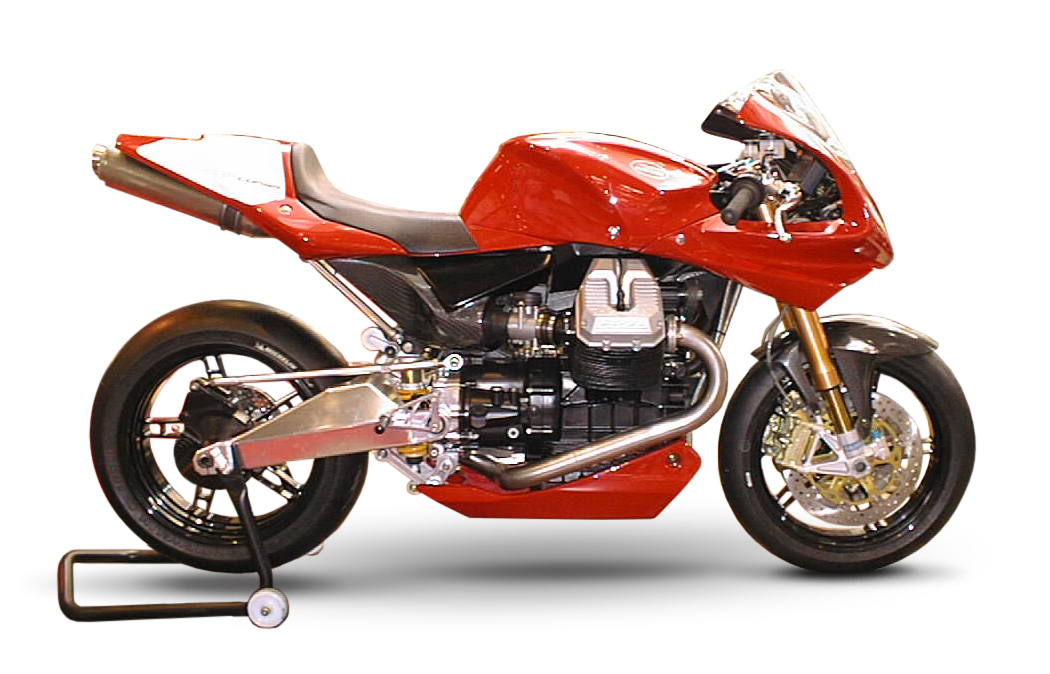
Bild 15

- Bild 8: Moto Guzzi 500 cm³ „C4V“ (Corsa Quattro Valvole). Guzzis erste reine Straßenrennmaschine. Hier die erste Version von 1924, die den Europameistertitel gewann: die Vorderradbremse entfernt, der Öltank oben auf dem Kraftstofftank und ohne Kotflügel
- Bild 9: Moto Guzzi, Einzylinder 500 cm³ „Dondolino“ (1946)
- Bild 10: Die Moto Guzzi 500 cm³ „Bicilindrica“ von Omobono Tenni, in der ersten Version (1946) – ähnlich dem Vorkriegsmodell
- Bild 11: Moto Guzzi 500 cm³ GP „Bicilindrica“ in der letzten Ausbaustufe (1951)
- Bild 12: Modell der Moto Guzzi V8 500 cm³ „Quattro Cilindri“ (1952): Die teilweise abgenommene Verkleidung zeigt den längs eingebauten Vierzylinder-Reihenmotor mit Kardanantrieb
- Bild 13: Moto Guzzi V8 500 cm³ „Ottocilindri“ (1954) mit quer eingebautem V8-Motor. Kraftübertragung durch Kette
- Bild 14: Moto Guzzi 350 cm³ „Monocilindrica“ GP (1956). Die Maschine ist hier mit der „All enveloping dustbin fairing“ für optimale Aerodynamik auf Hochgeschwindigkeitskursen abgebildet. Diese Vollverkleidungen wurden zum Saisonende 1957 verboten, das hatte aber keinen Einfluss auf die Ausstiegs-Entscheidung von Gilera, Moto Guzzi und F.B Mondial.
- Bild 15: Quasi ein Sonderfall: Die Moto Guzzi MGS-01 Corsa wurde nicht für das (nicht mehr bestehende) Werksteam entwickelt, sondern auf Kunden-Bestellung angefertigt.

## Liste der Werksmaschinen vonMoto Guzzi Corse
Kurzer Überblick mit Basis-Informationen über die, von Moto Guzzi Corse entwickelten, und eingesetzten, Maschinen.
Anmerkung: Die Zahl in spitzen Klammern ⟨X⟩ gibt die Bildnummer (in den oberen Galerien) an
| Modell                                             | Hubraum    | Einsatzzeit   | Bemerkungen |
| -------------------------------------------------- | ---------- | ------------- | --- |
| C2V ⟨8⟩                                            | 498,4 cm³  | 1922 bis 1923 | Sie entstand auf Basis des ersten Serienmodell Normale als Rennmaschine für den Wettbewerbseinsatz |
| C4V ⟨1⟩                                            | 498,4 cm³  | 1924 bis 1927 | Die erste Maschine von Moto Guzzi, die explizit als reines Rennmotorrad entwickelt wurde |
| 250 SS                                             | 246,8 cm³  | 1928 bis 1933 | 20 PS bei 6500/min – 125 km/h. Dank ihrer obenliegenden Nockenwelle wurde sie zu einem der erfolgreichsten Motorräder ihrer Klasse. |
| Quattro Cilindri 500                               | 492,2 cm³  | 1930 bis 1931 | 45 PS bei 7800/min – 175 km/h. Vierzylinder mit 2 Nockenwellen (schon 1930!), erste Testfahrten im Sept. 1931 in Monza. Wegen vieler Motorprobleme und eines der Motorleistung nicht gewachsenen Fahrwerks ohne Renneinsatz eingestellt. |
| GT2VT                                              | 500 cm³    | 1931 bis 1934 | Die Moto Guzzi „2VT“ („valvole in testa“ Also: „Ventile im Kopf“) war das erste Rennmotorrad des Unternehmens mit zwei obenliegenden Ventilen. |
| Cicogna                                            | 500 cm³    | 1933          | Die „Cicogna“ (Storch) waren Prototypen, die sowohl für den Rennsport (Motor), als auch für den militärischen Einsatz getestet und modifiziert wurden. (Kein Renn-Einsatz) |
| Bicilindrica 500 ⟨10⟩ frühe Vers. ⟨11⟩ späte Vers. | 494,8 cm³  | 1933 bis 1951 | Die „Bicilindrica“ (Zweizylinder) wurde von Carlo Guzzi entworfen, der angeblich zwei 250-Motoren miteinander verband und so einen 120-Grad-V-Twin schuf, ganz ähnlich wie Phil Irving es einige Jahre später tat. 1935 erhielt sie als erste Moto-Guzzi-Werksmaschine eine Hinterradfederung. In diesem Jahr gewann Stanley Woods das IOM Tourist Trophy Senior-Rennen. Von 1933 bis Mitte der 1950er Jahre errang sie 64 GP-Siege und gewann sieben italienische Meisterschaften.                                |
| 250 Gerolamo Compressore                           | 250 cm³    | 1938 bis 1939 | Als Gegenstück zu den GP-Maschinen von Benelli und DKW entwickelte Guzzi die aufgeladene 250er Gerolamo mit Cozette Kompressor. Nello Pagani gewann 1938 die italienische Meisterschaft und belegte bei Mailand-Taranto den 3. Platz. Beim deutschen GP 1939 belegten Pagani und Sandri den ersten und zweiten Platz. Neben den Rennerfolgen erzielte ie Gerolamo auch 34 Geschwindigkeitsweltrekorde. |
| Condor (Basis: V-Serie)                            | 494,4 cm³  | 1938 bis 1940 | Die Condor siegte gleich bei ihrem ersten Rennen in der Produktionsklasse beim Circuito del Lario. Nello Pagani wiederholte diesen Sieg im folgenden Jahr in der Profiklasse, und schlug die Gilera, die doppelt so viel PS hatte. Es gab mehrere Siege im Jahr 1939 sowie in Lausanne und Mailand-Taranto im Jahr 1940. Von 1938 bis 1940 wurden nur 69 Maschinen gebaut. |
| Albatros ⟨5⟩ (Basis: P-Serie)                      | 246,8 cm³  | 1938 bis 1948 | Die, auf der Condor basierende, Albatros aus der Vorkriegszeit hatte einen SOHC-Motor. Guzzi gewann 1940 die italienische 250er-Meisterschaft mit Lorenzetti. Die 250er Albatros tauchte nach dem Krieg wieder auf und war sehr erfolgreich. Zwischen 1946 und 1948 gewann Moto Guzzi über 800 Rennen, wobei die Albatros mehr Erfolge erzielte als jede andere Guzzi dieser Zeit. |
| Tre Cilindri (Corsa)                               | 491,8 cm³  | 1940          | 65 PS bei 8000/min – 230 km/h. Dreizylinder mit zwei obenliegenden, kettengesteuerten Nockenwellen und Rollenschlepphebeln, Kompressor-Aufladung und Fünfganggetriebe mit Fußschaltung. Erfolgversprechende Rennmaschine aufbauend auf der Tre Cilindri (Gran Turismo) von 1932, leider wegen Kriegsbeginn ein einziger Renneinsatz im Mai 1940 mit Guglielmo Sandri. |
| Dondolino ⟨9⟩                                      | 494,8 cm³  | 1945 bis 1951 | Die „Dondolino“ („Schaukelstuhl“) ist eine Weiterentwicklung der Condor. Sie war in weiten Teilen in Leichtbauweise aufgebaut: beispielsweise Kurbelgehäuse und Bremsen aus Magnesiumlegierung, Zylinderkopf und Zylinderlauf aus Aluminium sowie Leichtmetallfelgen. In Frankreich fuhr Jean Behra eine dieser Maschinen und gewann die französische Meisterschaft. Ein anderer Fahrer gewann den Großen Preis von Spanien 1946. Zwischen 1946 und 1954 gewann die Dondolino insgesamt 170 Rennen.                |
| Gambalunga                                         | 497,7 cm³  | 1946 bis 1951 | „Gambalunga“ bedeutet: langes Bein. Die Maschine wurde in drei verschiedenen Versionen gebaut, und war den Werksfahrern von Moto Guzzi vorbehalten. Der größte Unterschied zur Dondolino die von Privatfahrern erworben werden konnte, war die neu konstruierte Gabel sowie der längere Hub. Die endgültige Version von 1951 leistete 37 PS und war über 190 km/h schnell. Insgesamt wurden nur ein Dutzend Exemplare gebaut.                                                                                      |
| Bicilindrica 250                                   | 247,3 cm³  | 1947          | 25 PS bei 9000/min – 170 km/h. Zweizylinder mit zwei obenliegenden, über Stirnräder gesteuerten Nockenwellen. In der ersten Version mit Rollenkipphebeln, beim finalen Kopf werden die Ventile direkt von den Nocken betätigt. Wenige Renneinsätze 1947 und 1948. Auf der Isle of Man TT führte Manliff Barrington 1948 mit der Bicilindrica 250 überlegen das Rennen in der Lightweight-Klasse an, fiel aber in der dritten von drei Runden wg. Radlagerdefekt aus.                                               |
| Gambalunghino ⟨2⟩ ⟨7⟩                              | 250 cm³    | 1949 bis 1952 | Das „Lange Beinchen“ war eine Weiterentwicklung der 500er – mit dem kleineren 250-cm³-Aggregat |
| Quattro Cilindri ⟨12⟩                              | 500 cm³    | 1952 bis 1954 | Diese Guzzi wurde von Carlo Gianini entworfen, der auch für die Rondine mitverantwortlich war. Ausgestattet mit einem 4-Zylinder-Reihenmotor mit Kardanantrieb erschien sie erstmals am Ende der Rennsaison 1952. Die Maschine war bei den Fahrern wegen des relativ hohen Schwerpunkts und des schwergängigen Getriebes unbeliebt, erzielte jedoch einige Erfolge, insbesondere einen Sieg von Fergus Anderson in Belgien. Ende 1954 wurde sie zugunsten der V8 ausgemustert. Der Topspeed lag bei über 230 km/h. |
| Bialbero                                           | 250 cm³    | 1953 bis 1955 | Die 250er Bialbero (deutsch „Doppelwelle“) gewann 1953 die TT in ihrer Klasse mit Fergus Anderson und belegte fünf der ersten sechs Plätze beim Monza GP 1955. Die Verkleidung wurde aus einer Magnesiumlegierung gefertigt und im werkseigenen Windkanal getestet. Sie war die letzte 250er-Werksmaschine von Moto Guzzi. Gewicht: 122 kg / Topspeed: über 200 km/h. |
| Bialbero ⟨14⟩                                      | 350 cm³    | 1954 bis 1957 | Die 350er Bialbero hatte einen Einzylinder-DOHC-Motor mit Königswelle, und leistete 37 PS bei ’000/min. Von 1953 bis 1957 gewann Moto Guzzi jeden 350er Weltmeistertitel. Ende 1957 zog sich Moto Guzzi aus dem Rennsport zurück. |
| V8 „Otto Cilindri“ ⟨13⟩                            | 500 cm³ V8 | 1955 bis 1957 | Die Moto Guzzi V8 ist das einzige Motorrad mit Achtzylindermotor, das je an Motorradrennen teilnahm. Nach der Saison 1957 folgte der Rückzug von Moto Guzzi aus dem Rundstreckensport |
| V7 „Record“                                        | 748 cm³    | 1969          | Nicht im Meisterschafts-Renneinsatz, sondern für Weltrekordversuche (19 Stück) |
| MGS-01 „Corsa“ ⟨15⟩                                | 1225 cm³   | 2004          | Nicht für das (nicht mehr bestehende) Werksteam entwickelt, sondern Anfertigung auf Kunden-Bestellung. Eine geplante Straßenversion wurde werkseitig nicht mehr umgesetzt. 2011, im Rahmen der Sanierung durch Piaggio, stellte Moto Guzzi die Produktion der MGS-01 Corsa nach ca. 130 Stück (gemäß den meisten Internet-Quellen) ohne Nachfolgemodell ein. |

## Nationale und internationale Erfolge

### Italienische Motorrad-Straßenmeisterschaft
Die Italienische Motorrad-Straßenmeisterschaft (ital.: Campionato Italiano Velocità) ist die nationale italienische Meisterschaft für Motorräder. Hier konnte Moto Guzzi in verschiedenen Klassen insgesamt 28 Titel einfahren.
| Jahr | 250 cm³           | 350 cm³         | 500 cm³           |
| ---- | ----------------- | --------------- | ----------------- |
| 1927 | Arrigo Cimatti    |                 |                   |
| 1928 | Ugo Raccagni      |                 |                   |
| 1929 | Ugo Prini         |                 |                   |
| 1930 | Alfredo Panella   |                 |                   |
| 1931 | Alfredo Panella   |                 |                   |
| 1932 | Riccardo Brusi    |                 |                   |
| 1933 | Alfredo Panella   |                 |                   |
| 1934 |                   |                 | Omobono Tenni     |
| 1935 | Aldo Pigorini     |                 | Omobono Tenni     |
| 1937 | Nello Pagani      |                 | Guglielmo Sandri  |
| 1938 | Nello Pagani      |                 |                   |
| 1946 | Nino Martelli     |                 |                   |
| 1947 | Dario Ambrosini   |                 | Omobono Tenni     |
| 1948 | Enrico Lorenzetti |                 | Bruno Bertacchini |
| 1949 | Bruno Ruffo       |                 | Enrico Lorenzetti |
| 1950 | Guido Leoni       |                 |                   |
| 1951 | Bruno Ruffo       |                 |                   |
| 1952 | Enrico Lorenzetti |                 |                   |
| 1953 | Enrico Lorenzetti |                 |                   |
| 1954 | Duilio Agostini   |                 |                   |
| 1955 | Enrico Lorenzetti |                 |                   |
| 1957 |                   | Alano Montanari | Giuseppe Colnago  |

### Targa Florio motociclistica
Die Targa Florio motociclistica war ein Motorradrennen, das zwischen 1920 und 1940 insgesamt 18-mal auf Sizilien ausgetragen wurde.
| Datum              | Strecke                          | Distanz  | Klasse  | Sieger          | Zeit              | Ø-Geschwindigkeit |
| ------------------ | -------------------------------- | -------- | ------- | --------------- | ----------------- | ----------------- |
| 25. September 1921 | Medio circuito delle Madonie     | 324 km   | 500 cm³ | Gino Finzi      | unbekannt         | unbekannt         |
| 7. April 1929      | Medio circuito delle Madonie     | 324 km   | 250 cm³ | Ugo Prini       | unbekannt         | 52,40 km/h        |
| 22. April 1930     | Circuito di Parco della Favorita | 168 km   | 250 cm³ | Riccardo Brusi  | unbekannt         | 74,00 km/h        |
| 12. April 1931     | Circuito di Parco della Favorita | 190,4 km | 250 cm³ | Alfredo Panella | unbekannt         | 73,92 km/h        |
| 2. Mai 1932        | Circuito di Parco della Favorita | 168 km   | 250 cm³ | Riccardo Brusi  | unbekannt         | 79,44 km/h        |
| 21. April 1940     | Circuito di Parco della Favorita | 199,5 km | 250 cm³ | Bruno Francisci | 1 h 52 min 33,2 s | 106,72 km/h       |

### Isle of Man TT
Die Isle of Man TT (meist kurz TT für englisch Tourist Trophy) ist ein Motorradrennen auf der Isle of Man, das seit 1907 veranstaltet wird. Die Renndistanz beträgt drei bis sechs Runden à 60,725 km.
Fett-kursiv: Rennen im Rahmen der Motorrad-Weltmeisterschaft
| Jahr | Strecke         | Klasse          | Sieger             |
| ---- | --------------- | --------------- | ------------------ |
| 1935 | Mountain Course | Lightweight     | Stanley Woods      |
| 1935 | Mountain Course | Senior          | Stanley Woods      |
| 1937 | Mountain Course | Lightweight     | Omobono Tenni      |
| 1947 | Mountain Course | Lightweight     | Manliff Barrington |
| 1948 | Mountain Course | Lightweight     | Maurice Cann       |
| 1949 | Mountain Course | Lightweight     | Manliff Barrington |
| 1951 | Mountain Course | Lightweight     | Tommy Wood         |
| 1952 | Mountain Course | Lightweight     | Fergus Anderson    |
| 1953 | Mountain Course | Lightweight 250 | Fergus Anderson    |
| 1955 | Mountain Course | Junior          | Bill Lomas         |
| 1956 | Mountain Course | Junior          | Ken Kavanagh       |

### Motorrad-Europameisterschaft
In der Motorrad-Europameisterschaft gelangen Moto Guzzi acht Fahrertitel.
| Jahr | Fahrer            | Titel                               |
| ---- | ----------------- | ----------------------------------- |
| 1924 | Guido Mentasti    | Europameister in der 500-cm³-Klasse |
| 1932 | Riccardo Brusi    | Europameister in der 250-cm³-Klasse |
| 1937 | Omobono Tenni     | Europameister in der 250-cm³-Klasse |
| 1947 | Omobono Tenni     | Europameister in der 500-cm³-Klasse |
| 1947 | Bruno Francisci   | Europameister in der 250-cm³-Klasse |
| 1947 | Luigi Cavanna     | Europameister in der Gespann-Klasse |
| 1948 | Enrico Lorenzetti | Europameister in der 500-cm³-Klasse |
| 1948 | Maurice Cann      | Europameister in der 250-cm³-Klasse |

### Motorrad-Weltmeisterschaft
Insgesamt konnte Moto Guzzi acht Fahrerweltmeistertitel und sieben Konstrukteurstitel in der Motorrad-Weltmeisterschaft einfahren, bis es sich nach der Rennsaison 1957 im Einvernehmen mit den anderen großen italienischen Herstellern Gilera und F.B Mondial aus finanziellen Gründen aus dem Rennsport zurückzog (siehe: Rückzug italienischer Hersteller aus der Motorrad-Weltmeisterschaft 1957).
Fett-kursiv: in diesen Jahren wurde zusätzlich die Konstrukteurswertung gewonnen.
| Jahr | Fahrer            | Titel                             |
| ---- | ----------------- | --------------------------------- |
| 1949 | Bruno Ruffo       | Weltmeister in der 250-cm³-Klasse |
| 1951 | Bruno Ruffo       | Weltmeister in der 250-cm³-Klasse |
| 1952 | Enrico Lorenzetti | Weltmeister in der 250-cm³-Klasse |
| 1953 | Fergus Anderson   | Weltmeister in der 350-cm³-Klasse |
| 1954 | Fergus Anderson   | Weltmeister in der 350-cm³-Klasse |
| 1955 | Bill Lomas        | Weltmeister in der 350-cm³-Klasse |
| 1956 | Bill Lomas        | Weltmeister in der 350-cm³-Klasse |
| 1957 | Keith Campbell    | Weltmeister in der 350-cm³-Klasse |

Podiumsplatzierungen
Berücksichtigt wurden nur die zur Weltmeisterschaft zählenden Grands Prix.
|        | 250 cm³ | 250 cm³ | 250 cm³ | 250 cm³ | 350 cm³ | 350 cm³ | 350 cm³ | 350 cm³ | 500 cm³ | 500 cm³ | 500 cm³ | 500 cm³ |
|        | Rennen  | Platz 1 | Platz 2 | Platz 3 | Rennen  | Platz 1 | Platz 2 | Platz 3 | Rennen  | Platz 1 | Platz 2 | Platz 3 |
| ------ | ------- | ------- | ------- | ------- | ------- | ------- | ------- | ------- | ------- | ------- | ------- | ------- |
| 1949   | 4       | 3       | 3       | 1       |         |         |         |         | 6       |         |         | 1       |
| 1950   | 4       | 1       | 3       | 1       |         |         |         |         | 6       |         |         |         |
| 1951   | 5       | 4       | 4       | 4       | 8       | 1       |         |         | 8       | 1       |         | 3       |
| 1952   | 6       | 5       | 5       | 3       | 7       |         |         |         | 8       |         |         |         |
| 1953   | 7       | 3       | 4       | 4       | 7       | 5       | 2       | 3       | 8       | 1       |         |         |
| 1954   | 7       | 1       | 1       |         | 9       | 5       | 5       | 1       | 8       |         | 3       |         |
| 1955   | 5       |         | 1       | 1       | 7       | 7       | 3       | 5       | 8       | 1       |         | 2       |
| 1956   | 6       |         | 1       | 4       | 6       | 4       | 2       | 1       | 6       |         |         |         |
| 1957   | 6       |         |         | 1       | 6       | 3       | 3       | 1       | 6       |         | 1       |         |
| Gesamt | 50      | 17      | 22      | 19      | 50      | 25      | 15      | 11      | 64      | 3       | 4       | 6       |